# Proconica
Proconica  là một chi bướm đêm thuộc họ Crambidae.